# Josep Anton Codina Olivé
Josep Anton Codina Olivé (Barcelona, 24 de noviembre de 1932-ibídem, 13 de marzo de 2021) fue un director de teatro español.

## Trayectoria
El inicio de su actividad se remonta a 1958 con la fundación del Equipo de Expresión Dramática durante el movimiento escolta de Cataluña, junto con Jordi Vilanova Bosch, Francesc Albors, Jordi Aguadé y Albert Boadella, destinada a mejorar las técnicas de la expresión artística. Por otra parte, también se movió en el Agrupación Dramática de Barcelona, ayudando a ensobrar las invitaciones, además de participar como actor. Asimismo, colaboró como crítico teatral en la revista Serra d'Or.
Después, en 1963, entró en la Escuela de Arte Dramático de Adrià Gual (EADAG). Así participó en montajes como Vent de garbí i una mica de por (1964) y Ronda de mort a Sinera (1965), entre otras. La compañía supuso una renovación muy grande dentro de la escena teatral del momento y en la mejora profesional de los actores, directores, escenógrafos, entre otros.
Su primera dirección profesional fue Los títeres de Cachiporra (1964), obra de Federico García Lorca, realizada por alumnos de la EADAG, así como Balades del clam i de la fam (1968), de Xavier Fàbregas y, Julio César (1968), de Shakespeare. En 1970, estrenó en la clandestinidad Preguntes i respostes sobre la vida i la mort de Francesc Layret, obra de Maria Aurèlia Capmany. 
En 1965 se fue a Italia para mejorar sus estudios teatrales, estancia que le daría oportunidad de conocer el Cabaret Literario, y que lo inspiraría más adelante. Además, tuvo la oportunidad de trabajar con otros directores como Gianfranco de Bosio, Aldo Triunfo, Franco Enríquez y Carlo Quartucci.
Desde 1968 hasta 1975 forma la compañía Ca, barret! con Maria Aurèlia Capmany y Jaume Vidal Alcover. Durante esta etapa se encarga de la dirección y producción de espectáculos de Cabaret realizados en la Cova del Drac, obras donde se mezcla el canto y el baile y donde se aprovecha para hablar sobre temas de la actualidad. Son ejemplo Manicomi d'estiu (1968) de Jaume Vidal Alcover, Homenatge a Picasso (1971) de Josep Palau i Fabre o Dones, Flors i Pitança de Maria Aurèlia Capmany. Después, en 1975 funda la compañía La Roda donde dirige Varietat de varietats de Jaume Vidal Alcover y Maria Aurèlia Capmany, entre otros.
Cabe destacar su colaboración como profesor en diversas instituciones: entre los años 1966 y 1995 trabajó en las Escuelas Laietània, en 1972 a la Escuela de Teatro del Orfeón de Sants, en 1974 a la Escuela de Actores de Barcelona. Asimismo, en 1980 dirige con Pere Salabert la Escuela Municipal de Arte Dramático de Tarragona y en 1988 comienza a trabajar en el Instituto del Teatro de Barcelona como profesor y coordinador. También, en el Instituto del Teatro, colaboró con el MAE (Museo de las Artes Escénicas) en tareas de documentación y búsqueda desde finales de los años 80 y dirigió los teatros del Instituto a principios de los años 2000.
Codina fue también organizador del Festival de Teatro de Tarragona (de 1971 a 1983) y del Festival Grec (edición de 1984 y 1985).
En 2018 recibió el Premio Nacional de Cultura de Cataluña.

## Filantropía
En verano de 2019 hizo donación de su fondo al Museo de las Artes Escénicas de Barcelona. Este reúne toda la documentación referente a la producción de obras no realizadas, de obras realizadas, de obras donde ha participado como ayudante de dirección, además de como profesor y organizador de diferentes eventos. Destacan principalmente los programas de mano, los carteles, los guiones, las proyecciones escénicas y cinco títeres; los títeres representan a los fundadores de los "Quatre Gats", diseñadas para el espectáculo Homenatges a Picasso, y al propio Josep Anton Codina.

## Fallecimiento
Codina Olivé falleció en Barcelona, el sábado 13 de marzo de 2021, a la edad de 88 años, por causas naturales.

## Montajes
- 1967, 16 de marzo. Aquí no ha pasado nada. Original de Juan Soler Antich. Estrenado en la Cúpula del Coliseum de Barcelona por la Escuela de Arte Dramático Adrià Gual.
- 1967, 27 de junio. Balades de clam i de fam. Original de Xavier Fàbregas. Estrenado en la Cúpula del Coliseum de Barcelona por la Escuela de Arte Dramático Adrià Gual.
- 1968. Els mites de Bagot, original de Xavier Romeu.
- 1968, 24 de junio. Julio César. Original de William Shakespeare, traducción de Josep Maria de Sagarra. Estrenado en la plaza del Ayuntamiento de Hospitalet de Llobregat, por la compañía Alpha 63.
- 1968, 29 de octubre. Vent de garbí i una mica de por. Original de Maria Aurèlia Capmany. Estrenado en el Teatro Romea de Barcelona por la Nueva Compañía de Barcelona.
- 1968, 22 de diciembre. Manicomi d'estiu o la felicitat de comprar i vendre. Espectáculo de Cabaret de Jaume Vidal Alcover, estrenado en la Cova del Drac de Barcelona por la compañía Ca Barret.
- 1969, 2 de febrero. Las aventuras de Alicia en el país de las maravillas. Adaptación escénica de Xavier Romeu del libro de Lewis Carroll.
- 1969, 10 de marzo. Ànimes de cantir. Original de Xavier Romeu.
- 1969. Variedades-2. Espectáculo de Cabaret, con textos Maria Aurèlia Capmany y Jaume Vidal Alcover, representado en la Cova del Drac de Barcelona.
- 1970, 21 de noviembre. Preguntes i respostes sobre la vida i la mort de Francesc Layret, abogado de los obreros de Cataluña. Original de Maria Aurèlia Capmany y Xavier Romeu.
- 1973. La comedia de los errores de W. Shakespeare. Traducción de Maria de Sagarra. A cargo de la Escuela de Teatro del Orfeó de Sants. Teatre Grec de Barcelona.
- 2011, 2 de mayo. Preguntes i respostes sobre la vida i la mort de Francesc Layret, abogado de los obreros de Cataluña. Original de Maria Aurèlia Capmany y Xavier Romeu.